# Gilles Perrault

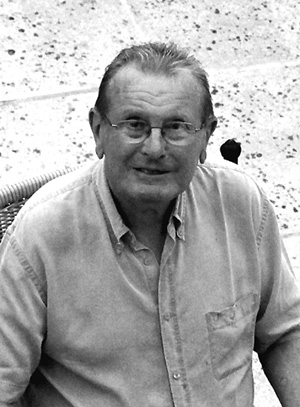
Gilles Perrault (2015)

Gilles Perrault (eigentlich Jacques Peyroles; * 9. März 1931 in Paris; † 3. August 2023 in Sainte-Marie-du-Mont) war ein französischer Journalist,  Romancier und Drehbuchautor.

## Leben
Gilles Perrault besuchte das Institut d’études politiques de Paris. Er wurde Rechtsanwalt und übte diesen Beruf zunächst fünf Jahre aus.
Nach dem Erfolg seines Essays Les Parachutistes („Die Fallschirmjäger“), der von seinem Militärdienst in Algerien inspiriert war, wandte er sich dem Journalismus zu. Er schrieb Reportagen über das Indien Nehrus, die Olympischen Spiele in Tokio und das Problem der Schwarzen in den USA.
Danach untersuchte er unbekannte Aspekte des Zweiten Weltkriegs. Le Secret du Jour J (1964) wurde ein internationaler Bestseller. Daraufhin verfasste er nach drei Jahren intensiver Recherche mit L'Orchestre rouge ein Werk über die „Rote Kapelle“. 
1969 veröffentlichte Perrault den Roman Le Dossier 51. Ein weiteres Werk ist seine Darstellung des Folterregimes von Hassan II., des damaligen Königs von Marokko, über den wegen seiner engen Beziehungen zum Westen vorher nur in schmeichelhafter Weise berichtet worden war. Das Buch Le garçon aux yeux gris diente als Vorlage für André Téchinés Film Les Égarés. Perrault trat seit den frühen 1970er Jahren auch als Drehbuchautor für das Fernsehen und vor allem Film in Erscheinung.
Gilles Perrault war zusammen mit dem Sänger Renaud eines der Gründungsmitglieder der Gruppe ça suffat comme ci, die sich für einen Schuldenerlass für die Länder der Dritten Welt einsetzte und 1989 den Aufruf Bastille verfasste. Er war Mitglied des Komitees Coordination française pour la Décennie zur Förderung der Gewaltfreiheit und der Friedenskultur. Er hatte gleichermaßen Anteil an der Gründung von Ras l’front, einem linken Bündnis zum Kampf gegen den rechtsextremen Front National.
Gilles Perrault starb am 3. August 2023 im Alter von 92 Jahren.

## Rezeption
L’Orchestre rouge (1967) erzielte noch größeren Erfolg als Le Secret du Jour J: Es wurde in 20 Sprachen übersetzt, bildete die Grundlage für eine 1968 im Spiegel veröffentlichte Artikelserie und war eines der Fundamente von Stefan Roloffs Dokumentarfilm Die Rote Kapelle (2003). Später wurde Perraults historische Rekonstruktion durch jüngere Forschung in mehreren Punkten revidiert. Insbesondere hatte er die Rote Kapelle als einen von der Sowjetunion koordinierten Agentenring dargestellt, wofür er sich bei seinen Recherchen auf Gestapo- und französische Polizeidokumente sowie die Zeitzeugenberichte mehrerer Nationalsozialisten und nach eigener Auskunft auch auf das Zeugnis des Widerstandskämpfers Leopold Trepper stützte. Nach Öffnung der Moskauer Archive jedoch zeigte sich, dass es sich bei der vermeintlichen Agentengruppe vielmehr um eine lose Verbindung unabhängiger Widerstandsgruppen gehandelt hatte, die nicht zentral von der Sowjetunion gesteuert worden waren. Die erweiterte Neuauflage von 1989 (deutsch: 1990) beurteilt zum Beispiel Klaus Bittermann wieder als „selten[en ...] Glückstreffer“ und als „großartiges Buch über Romantiker und Kosmopoliten, denen kein Dank des Vaterlandes zuteil wurde“.
Im August 1978 veröffentlichte Perrault das Buch Le Pull-over rouge (Der rote Pullover). Es war ein langer Essay in zum Teil romanhafter Darstellung, in dem er den Fall des zwei Jahre zuvor hingerichteten Christian Ranucci aufgriff. Ranucci war die Ermordung eines 8-jährigen Mädchens vorgeworfen worden und war die drittletzte Person in Frankreich, die durch ein gerichtliches und vom Staatspräsidenten bestätigtes Todesurteil ums Leben kam. Die von Perrault angezweifelte Korrektheit des Urteils führte in späteren Jahren zu heftigen Kontroversen über seine Darstellung des Falles und zu zwei Verurteilungen wegen Diffamierung der Polizei. Kommerziell wurde Le Pull-over rouge mit einer Gesamtauflage von über einer Million verkaufter Exemplare der Original- und der verschiedenen Neuausgaben erneut ein großer Erfolg. In den ersten Nachrufen nach Perraults Tod im August 2023 wurde Le Pull-over rouge meist im Zusammenhang mit seinem Eintreten gegen die Todesstrafe genannt, die in Frankreich erst 1981, drei Jahre nach Erscheinen des Buches, abgeschafft wurde. Die Präsidentin der Assemblée nationale, Yaël Braun-Pivet, fand für das Buch auf X diese Worte: „Wenn ich den Beruf der Anwältin gewählt habe, dann zum Teil dank des Pull-over rouge von Gilles Perrault.“
Zwei Monate nach Perraults Tod widmete die Französische Liga für Menschenrechte ihm eine Hommage-Veranstaltung im Rathaus des 14. Arrondissements von Paris, an der u. a. Henri Leclerc, Régis Debray und Bachir Ben Barka (Sohn des 1965 in Frankreich ermordeten Mehdi Ben Barka) teilnahmen.
Mehrere Werke Perraults wurden auch ins Deutsche übersetzt; noch weitere Bücher dienten ebenfalls als Vorlagen für Verfilmungen.

## Werke
- Le Dossier 51, 1969.
  - deutsch: „Dossier 51“. Verlag Gerhard Stalling, Oldenburg 1970.
  - deutsch: Geheimakte 51. Aus dem Französischen von Hannes W. A. Schoeller, bearbeitet von Gerhard Leo. Edition q, Berlin 1994. ISBN 978-3-86124-197-3.
- Auf den Spuren der Roten Kapelle. Rowohlt-Verlag, Reinbek bei Hamburg 1968 (französisch: L’orchestre rouge.).
- Le Pull-over rouge, 1978.
- Notre ami le roi, 1991.
  - deutsch: Unser Freund der König von Marokko – Abgründe einer modernen Despotie. Aus dem Französischen von Kristina Hering. Kiepenheuer, Leipzig/Weimar 1992. ISBN 3-378-00506-8.
- Le dérapage, 1987.
  - deutsch: Doppelmord in der Avenue Victor Hugo. Aus dem Französischen von Gerhard Leo. Edition q, Berlin 1993. ISBN 978-3-86124-234-5.
- Les jardins de l’observatoire. 1995.
  - deutsch: Die Gärten des Observatoriums – Meine Erinnerungen an die Zeit der Résistance. Aus dem Französischen und mit Nachwort von Gerhard Leo. Edition q, Berlin 1996. ISBN 978-3-86124-310-6.
- Checkpoint Charlie. Fayard, Paris 2008.

## Filmografie
Drehbuch
- 1973: Die Schlange (Le serpent)
- 1978: Ohne Datenschutz (Le dossier 51)
- 1983: Die kleine Bande (La petite bande)
- 2010: Kalte Rache (La Vénitienne)

Literarische Vorlage
- 1960: Die Sahara brennt (La Sahara brûle)
- 1966: Die Haut des Anderen (Avec la peau des autres)
- 1979: Der rote Pullover (Le pull-over rouge)
- 1993: Der Anwalt (Un crime) – nach dem Roman Le Derapage
- 2003: Die Flüchtigen (Les Égarés) – nach dem Roman Le garçon aux yeux gris

## Auszeichnung
- 1962: Prix Aujourd'hui für Die Fallschirmjäger (Les Parachutistes)
- 1964: Preis des Comité d’action de la Résistance für Le Secret du Jour J
- 1979: César: Bestes Drehbuch (gemeinsam mit Michel Deville) für Ohne Datenschutz (Le dossier 51).[21]